# کازاچوو
کازاچوو (به بلغاری: Kazachevo) یک منطقهٔ مسکونی در بلغارستان است که در شهرستان لووچ واقع شده‌است.